# Chiesa cattolica nella Città del Vaticano
La Chiesa cattolica nella Città del Vaticano è parte della Chiesa cattolica, sotto la guida spirituale del Papa e della Santa Sede.

## Storia
Nel 33 arrivò a Roma Pietro apostolo e nacque ufficialmente il papato e nel 67 venne nominato il suo primo successore papa Lino.
Il Cristianesimo arrivò a Roma sicuramente prima del 60, dato che all'arrivo di Paolo di Tarso la comunità cristiana a Roma era già presente.
Dal 752 al 1870 il Vaticano fu il centro politico dello Stato Pontificio e religioso di tutto il cattolicesimo.
Durante il basso medioevo la sede papale venne spostata ad Avignone per tutto il periodo della Cattività avignonese.
Dal 1870 dopo la Breccia di Porta Pia il Papa rimase chiuso a Città del Vaticano fino a quando non vennero firmati i Patti Lateranensi nel 1929 e nacque Città del Vaticano.

## Situazione
La Città del Vaticano è la sede del Papa e della Santa Sede, che ha anche il potere temporale e assoluto all'interno dello stato come recita la Legge fondamentale dello Stato della Città del Vaticano. Il cattolicesimo è religione di Stato e tutti i residenti sono cattolici.
Il territorio della Città del Vaticano è parte della Diocesi di Roma, guidata da papa Francesco dal 13 marzo 2013, che è rappresentato dal Vicario Generale di Sua Santità per la Città del Vaticano, attualmente il cardinale Mauro Gambetti. Il vicariato generale ha sede nella Palazzina dell’Arciprete. La Basilica di San Pietro è una basilica papale, ma non è cattedrale della diocesi poiché tale titolo spetta alla basilica di San Giovanni in Laterano che è anche la prima per dignità essendo Madre e Capo di tutte le Chiese dell'Urbe e del Mondo.
Al 1º marzo 2011 la popolazione era così suddivisa:
- 306 ecclesiastici del personale diplomatico della Santa Sede
- 151 altri/e ecclesiastici/che
- 96 religiosi
- 86 componenti del Corpo della Guardia Svizzera Pontificia
- 80 altri/e laici/che

## Il Vicariato della Città del Vaticano
Il Vicariato della Città del Vaticano è stato istituito a seguito della nascita dello Stato della Città del Vaticano, con la firma dei Patti Lateranensi dell'11 febbraio 1929, con la bolla Ex Lateranensi pacto del 30 maggio 1929.
Papa Pio XI stabilì che tale incarico fosse assegnato al Sacrista di Sua Santità, ufficio affidato ad un religioso dell'Ordine di Sant'Agostino, che portava spesso il titolo di vescovo di Porfireone.
Papa Giovanni Paolo II, nel 1991, abolì l'ufficio di Sacrista e assegnò l'incarico di Vicario della Città del Vaticano all'arciprete "pro tempore" della Basilica di San Pietro, ufficio quest'ultimo assegnato, in tempi recenti, a prelati creati soltanto in un secondo momento cardinali, come nel caso di Francesco Marchisano e di Angelo Comastri, i quali, in precedenza, erano stati arcivescovi coadiutori rispettivamente degli arcipreti Virgilio Noè e Francesco Marchisano.
Al Vicariato vaticano sono soggetti il territorio e i fedeli della diocesi che ricadono sotto la giurisdizione amministrativa dello Stato vaticano, ad esso appartengono solo due parrocchie: Sant'Anna dei Palafrenieri e San Pietro in Vaticano.
Elenco dei Vicari della Città del Vaticano:
- Agostino Zampini, O.S.A. † (30 maggio 1929 - 7 giugno 1937)
- Alfonso Camillo De Romanis, O.S.A. † (20 agosto 1937 - 18 gennaio 1950)
- Petrus Canisius van Lierde, O.S.A. † (13 gennaio 1951 - 14 gennaio 1991)
- Aurelio Sabattani † (14 gennaio 1991 - 1º luglio 1991)
- Virgilio Noè † (1º luglio 1991 - 24 aprile 2002)
- Francesco Marchisano (24 aprile 2002 - 31 ottobre 2006)
- Angelo Comastri (31 ottobre 2006 - 20 febbraio 2021)
- Mauro Gambetti, O.F.M.Conv. dal 20 febbraio 2021